# نوگو، میزوری
نوگو (به انگلیسی: Nogo) یک منطقهٔ مسکونی در ایالات متحده آمریکا است که در میزوری واقع شده‌است. نوگو ۴۳۰٫۹۹ متر بالاتر از سطح دریا واقع شده‌است.